# میگل د لا فوئنته
میگل د لا فوئنته (انگلیسی: Miguel de la Fuente؛ زادهٔ ۳ سپتامبر ۱۹۹۹) بازیکن فوتبال اهل اسپانیا است که در پست مهاجم برای باشگاه دپورتیوو آلاوس در لا لیگا بازی می‌کند.
وی همچنین در تیم‌های ملی فوتبال زیر ۱۸ سال اسپانیا و زیر ۱۹ سال اسپانیا بازی کرده‌است.